# Ponza (Latium)
Ponza ist eine italienische Gemeinde in der Provinz Latina in der Region Latium mit 3311 Einwohnern (Stand 31. Dezember 2023).

## Geographie
Die Gemeinde umfasst die Insel Ponza mit dem gleichnamigen Hauptort und der Siedlung Le Forna, sowie die unbewohnten Inseln Gavi, Palmarola und Zannone, die alle zu den Pontinischen Inseln im Tyrrhenischen Meer gehören.

## Geschichte
Ponza war bereits im Altertum Etappenpunkt der Phönizier und später der Griechen auf ihren Seefahrtsrouten. 312 v. Chr. wurde es römische Kolonie. 813 n. Chr. überfielen die Sarazenen Ponza und versklavten die Einwohner, zumeist Mönche. Erst 1202 wurde Ponza mit der Neugründung der Abtei Santa Maria di Ponza neu besiedelt.
Seit der Antike und bis in die Zeit des Faschismus waren die Pontinischen Inseln häufig Verbannungsort. So soll auf Ponza oder Palmarola der Papst Silverius im Jahr 537 in der Verbannung verstorben und begraben worden sein. Er ist heute der Patron der Gemeinde.
Wie Lipari, Tremiti und Ventotene war auch Ponza eine jener Inseln, die das faschistische Regime als bevorzugtes Deportationsziel für politische Gegner ausgewählt hatte. Die Kolonie in Ponza wurde 1926 eröffnet und im Jahre 1939 geschlossen, nachdem sie Tausende Antifaschisten aufgenommen hatte. Unter den Verbannten waren die Republikaner, die vor dem Faschismus der Republikanischen Partei Italiens angehört hatten, überproportional vertreten. Im Jahre 1942 wurde dort ein Internierungslager (campo di concentramento) errichtet. Die ersten Insassen trafen im Frühjahr 1942 in Ponza ein; es handelte sich um „Kommunisten und Nationalisten“ aus Montenegro und um „unerwünschte Intellektuelle“ aus Albanien. Später kamen Griechen aus Korfu hinzu. Ende 1942 befanden sich 553 Insassen im Lager. Der Höchststand wurde erst im Folgejahr mit 708 Insassen erreicht.
Die hygienischen Verhältnisse ließen zu wünschen übrig. Meerbaden war lediglich zur Körperpflege gestattet. Die Bewegungsfreiheit war stark eingeschränkt (knapp 2 km² Bewegungsfläche). Im August 1943 wurde das Lager aufgelöst.
Seit dem Zweiten Weltkrieg entwickelte sich der Tourismus zum Hauptwirtschaftszweig.
1979 wurde die Insel Zannone in den Nationalpark Circeo integriert.

## Bevölkerungsentwicklung
| Jahr      | 1861 | 1881 | 1901 | 1921 | 1936 | 1951 | 1971 | 1991 | 2001 | 2011 |
| --------- | ---- | ---- | ---- | ---- | ---- | ---- | ---- | ---- | ---- | ---- |
| Einwohner | 3197 | 3779 | 4621 | 6261 | 6457 | 4832 | 3782 | 3315 | 3110 | 3360 |

Quelle: ISTAT

## Politik
Pompeo Porzio (rechte Bürgerliste) wurde im Mai 2003 zum Bürgermeister gewählt und im April 2008 im Amt bestätigt. Am 11. Juni 2017 wurde Francesco Ferraiuolo (Liste „La Casa dei Ponzesi“) mit 57,93 % der gültigen Stimmen zum neuen Bürgermeister gewählt. Sein Vorgänger war Pier Lombardo Vigorelli (Lista Civica Tutti per Ponza).

## Wirtschaft
Die wichtigsten Wirtschaftsfaktoren sind Tourismus und Fischerei. In kleinem Umfang wird Landwirtschaft betrieben. Angebaut werden vor allem Linsen und Wein.

## Verkehr
Es besteht eine tägliche Fährverbindung mit Formia. In den Sommermonaten steuern zusätzlich Fähren aus Neapel, Terracina, und Anzio Ponza an.

## Partnerschaften
Ponzas Partnergemeinden sind Ischia und Brixen.